# Thilina Suranda Bandara
Thilina Suranda Bandara (* 28. Mai 1988 in Kelaniya, Colombo) ist ein sri-lankischer Fußballspieler.

## Verein
Der Abwehrspieler startete seine Karriere mit York SC aus Dharga Town. Im Frühjahr 2006 verließ er seinen Jugendverein und startete seine Senioren-Karriere in der Saison 2006/2007 mit dem Negombo Youth SC. wechselte zur Spielzeit 2010/11 zum Don Bosco Sports Club aus Negombo, mit welchem er auf die AFC Champions League gewann.

## Nationalmannschaft
Er gehört zudem der sri-lankischen Fußballnationalmannschaft an. In den Jahren 2007 bis 2011 absolvierte er 17 Länderspiele (kein Tor). Bandara spielte 2012 für Sri Lanka den AFC Challenge Cup in Nepal.